# William W. Rice

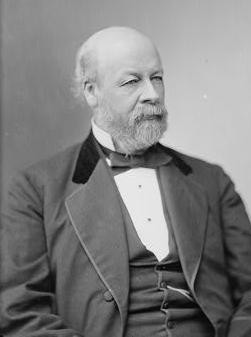

William Whitney Rice (7 de marzo de 1826 - 1 de marzo de 1896) fue un representante del estado de Massachusetts en la Cámara de Representantes de los Estados Unidos. 
Nacido en Deerfield, Massachusetts, Rice asistió a la Academia Gorham, en Maine, y se graduó en el Colegio Bowdoin de Brunswick, Maine, en 1846. 
Se desempeñó como preceptor de la Academia Leicester, Massachusetts, de 1847 a 1851 antes de estudiar Derecho en Worcester. En 1858 fue nombrado juez de la insolvencia del condado de Worcester y se desempeñó como alcalde de la ciudad de Worcester en 1860. Se desempeñó como fiscal de distrito para el distrito medio de Massachusetts de 1869 a 1874 y fue miembro de la Cámara de Representantes del Estado en 1875. 
Rice fue elegido como republicano en el 45.º Congreso de los Estados Unidos y en los cuatro sucesivos congresos (4 de marzo de 1877 - 3 de marzo de 1887). Después de un fallido intento de reelección en 1886, regresó a Worcester y se reanuda la práctica de la ley. Murió allí en 1 de marzo de 1896, a la edad de 69, y fue enterrado en el cementerio rural. 
- Datos: Q173797